# Gilberto García
Gilberto García Olarte (Santa Marta, Magdalena; 27 de enero de 1987) más conocido como "Alcatraz García" es un Exfutbolista colombiano. Jugaba como lateral derecho y su último equipo fue Deportivo Pasto de la Categoría Primera A colombiana.
Su padre llamado y apodado igual que él Gilberto "Alcatraz" García fue un futbolista colombiano, falleció en 1994 por causas naturales en la ciudad de Ibagué.

## Gol olímpico
El día 15 de septiembre de 2018 jugando para el Deportivo Pasto anotó un gol olímpico en la derrota 3-1 contra el América de Cali, el gol lo anotó en la portería sur del Estadio Pascual Guerrero venciendo al arquero escarlata Carlos Bejarano.

## Trayectoria

### Inicios
Nació en Santa Marta, se formó en Ibagué y su despegue como profesional llegó en Pasto. 

### Deportivo Cali
Fue uno de los mejores jugadores del Deportivo Cali, desempeñándose como lateral derecho.

### Once Caldas
El Deportivo Pasto (Campeón Primera B 2011) fue su vitrina para que se pudiera ir al Once Caldas de Manizales.

### Real Valladolid
Su actuación en Once Caldas le bastó un semestre para ir al Viejo Continente al conjunto español Real Valladolid. En verano de 2013 el jugador llegó cedido por una temporada con opción de compra por parte del Once Caldas al Real Valladolid.

### Independiente Medellín
En el 2014 regresa a Colombia para jugar cedido en el Independiente Medellín.

### Atlético Nacional
En el 2015, el Once Caldas hace un canje con el Atlético Nacional por el jugador Jhon Edwar Valoy con Alcatraz, adquiriendo el 80% de sus derechos deportivos.
El 27 de julio de 2016, se consagró campeón de la Copa Libertadores de América en un global de 2 a 1 frente a Independiente del Valle de Ecuador, logrando así su primer título internacional.

### Once Caldas
En su segunda etapa por el conjunto merengue alcatraz se torna en un jugador importante tanto en ataque como en defensa llegando a marcar 3 goles en 18 partidos.

## Selección Colombia
En el año 2007 jugó 5 partidos para la selección Colombia sub-20.
De la mano del entrenador argentino José Pekerman en el año 2012 regresó a la selección está vez a la mayores. Fue convocado para jugar en las eliminatorias rumbo a Brasil 2014 contra los combinados de Uruguay y Paraguay en los que no sumaría ni un solo minuto.
Disputaría su primer y único partido el día 16 de octubre de 2012 enfrentando con victoria 3-0 a la Selección de Camerún.

### Participaciones enEliminatorias al Mundial
| Eliminatoria                         | Sede del Mundial | Posición      | Resultado   | PJ                                | GA | Asis |
| ------------------------------------ | ---------------- | ------------- | ----------- | --------------------------------- | -- | ---- |
| Eliminatorias Mundial de Brasil 2014 | Brasil           | 2°lugar 30pts | Clasificado | 0 (3 convocatorias como suplente) | 0  | 0    |

## Clubes
| Clubes                 | País     | Año           |
| ---------------------- | -------- | ------------- |
| Deportes Tolima        | Colombia | 2006 - 2007   |
| Cúcuta Deportivo       | Colombia | 2007          |
| Deportes Tolima        | Colombia | 2008          |
| Atlético Bucaramanga   | Colombia | 2008 - 2009   |
| Deportivo Pasto        | Colombia | 2009          |
| Deportivo Cali         | Colombia | 2010          |
| Deportivo Pasto        | Colombia | 2010 - 2012   |
| Once Caldas            | Colombia | 2013          |
| Real Valladolid        | España   | 2013          |
| Independiente Medellín | Colombia | 2014          |
| Atlético Nacional      | Colombia | 2015 - 2016   |
| Once Caldas            | Colombia | 2017          |
| Deportivo Pasto        | Colombia | 2018          |
| Atlético Nacional      | Colombia | 2019          |
| Águilas Doradas        | Colombia | 2019          |
| Cúcuta Deportivo       | Colombia | 2020          |
| Deportivo Pereira      | Colombia | 2021          |
| Deportivo Pasto        | Colombia | 2022-presente |

## Estadísticas
| Club                              | Div.          | Temporada     | Liga  | Liga  | Copa Nacional | Copa Nacional | Copa Internacional | Copa Internacional | Total | Total |
| Club                              | Div.          | Temporada     | Part. | Goles | Part.         | Goles         | Part.              | Goles              | Part. | Goles |
| --------------------------------- | ------------- | ------------- | ----- | ----- | ------------- | ------------- | ------------------ | ------------------ | ----- | ----- |
| Deportes Tolima · Colombia        |               |               |       |       |               |               |                    |                    |       |       |
| 1.ª                               | 2006          | 21            | 0     | -     | -             | 1             | 0                  | 22                 | 0     |       |
| 1.ª                               | 2007          | 7             | 0     | -     | -             | 1             | 0                  | 8                  | 0     |       |
| 1.ª                               | 2008          | 3             | 0     | -     | -             | -             | -                  | 3                  | 0     |       |
| Total club                        | Total club    | 31            | 0     | 0     | 0             | 2             | 0                  | 33                 | 0     |       |
| Cúcuta Deportivo · Colombia       | 1.ª           | 2007          | 3     | 0     | -             | -             | -                  | -                  | 3     | 0     |
| Cúcuta Deportivo · Colombia       | Total club    | Total club    | 3     | 0     | 0             | 0             | 0                  | 0                  | 3     | 0     |
| Atlético Bucaramanga · Colombia   | 1.ª           | 2008          | 7     | 0     | -             | -             | -                  | -                  | 7     | 0     |
| Atlético Bucaramanga · Colombia   | 2.ª           | 2009          | 13    | 1     | -             | -             | -                  | -                  | 13    | 1     |
| Atlético Bucaramanga · Colombia   | Total club    | Total club    | 20    | 1     | 0             | 0             | 0                  | 0                  | 20    | 1     |
| Deportivo Cali · Colombia         | 1.ª           | 2010          | 2     | 0     | -             | -             | -                  | -                  | 2     | 0     |
| Deportivo Cali · Colombia         | Total club    | Total club    | 2     | 0     | 0             | 0             | 0                  | 0                  | 2     | 0     |
| Real Valladolid · España          | 1.ª           | 2013          | 8     | 1     | 1             | 0             | -                  | -                  | 9     | 1     |
| Real Valladolid · España          | Total club    | Total club    | 8     | 1     | 1             | 0             | 0                  | 0                  | 9     | 1     |
| Independiente Medellín · Colombia | 1.ª           | 2014          | 23    | 1     | 5             | 1             | -                  | -                  | 28    | 2     |
| Independiente Medellín · Colombia | Total club    | Total club    | 23    | 1     | 5             | 1             | 0                  | 0                  | 28    | 2     |
| Atlético Nacional · Colombia      | 1.ª           | 2015          | 34    | 3     | 2             | 0             | 6                  | 0                  | 42    | 3     |
| Atlético Nacional · Colombia      | 1.ª           | 2016          | 28    | 0     | 3             | 0             | 2                  | 0                  | 33    | 0     |
| Atlético Nacional · Colombia      | Total club    | Total club    | 62    | 3     | 5             | 0             | 8                  | 0                  | 75    | 3     |
| Once Caldas · Colombia            | 1.ª           | 2013          | 17    | 2     | 2             | 0             | -                  | -                  | 19    | 2     |
| Once Caldas · Colombia            | 1.ª           | 2017          | 34    | 3     | 5             | 0             | -                  | -                  | 39    | 3     |
| Once Caldas · Colombia            | Total club    | Total club    | 51    | 5     | 7             | 0             | 0                  | 0                  | 58    | 5     |
| Deportivo Pasto · Colombia        | 1.ª           | 2009          | 13    | 0     | 0             | 0             | -                  | -                  | 13    | 0     |
| Deportivo Pasto · Colombia        | 2.ª           | 2010          | 25    | 1     | 5             | 0             | -                  | -                  | 30    | 1     |
| Deportivo Pasto · Colombia        | 2.ª           | 2011          | 41    | 13    | 8             | 1             | -                  | -                  | 49    | 14    |
| Deportivo Pasto · Colombia        | 1.ª           | 2012          | 38    | 4     | 7             | 0             | -                  | -                  | 45    | 4     |
| Deportivo Pasto · Colombia        | 1.ª           | 2018          | 33    | 3     | 2             | 0             | -                  | -                  | 35    | 3     |
| Deportivo Pasto · Colombia        | 1.ª           | 2022          | 1     | 0     | 0             | 0             | 0                  | 0                  | 0     | 0     |
| Deportivo Pasto · Colombia        | Total club    | Total club    | 150   | 21    | 22            | 1             | 0                  | 0                  | 172   | 22    |
| Total carrera                     | Total carrera | Total carrera | 345   | 32    | 40            | 2             | 10                 | 0                  | 400   | 33    |

## Palmarés

### Títulos nacionales
| Título                | Club              | País     | Temporada |
| --------------------- | ----------------- | -------- | --------- |
| Categoría Primera B   | Deportivo Pasto   | Colombia | 2011      |
| Categoría Primera A   | Atlético Nacional | Colombia | 2015-II   |
| Superliga de Colombia | Atlético Nacional | Colombia | 2016      |
| Copa Colombia         | Atlético Nacional | Colombia | 2016      |

### Títulos internacionales
| Título            | Club              | País     | Año  |
| ----------------- | ----------------- | -------- | ---- |
| Copa Libertadores | Atlético Nacional | Colombia | 2016 |